# Ljudmila Vasil'evna Žuravlёva
| 1858 Lobachevskij     | 18 agosto 1972    |
| 1859 Kovalevskaya     | 4 settembre 1972  |
| 1909 Alekhin          | 4 settembre 1972  |
| 1910 Mikhailov        | 8 ottobre 1972    |
| 1959 Karbyshev        | 14 luglio 1972    |
| 2015 Kachuevskaya     | 4 settembre 1972  |
| 2098 Zyskin           | 18 agosto 1972    |
| 2130 Evdokiya         | 22 agosto 1974    |
| 2173 Maresjev         | 22 agosto 1974    |
| 2188 Orlenok          | 28 ottobre 1976   |
| 2233 Kuznetsov        | 3 dicembre 1972   |
| 2283 Bunke            | 26 settembre 1974 |
| 2310 Olshaniya        | 26 settembre 1974 |
| 2374 Vladvysotskij    | 22 agosto 1974    |
| 2423 Ibarruri         | 14 luglio 1972    |
| 2475 Semenov          | 8 ottobre 1972    |
| 2562 Chaliapin        | 27 marzo 1973     |
| 2576 Yesenin          | 17 agosto 1974    |
| 2702 Batrakov         | 26 settembre 1978 |
| 2720 Pyotr Pervyj     | 6 settembre 1972  |
| 2740 Tsoj             | 26 settembre 1974 |
| 2760 Kacha            | 8 ottobre 1980    |
| 2768 Gorky            | 6 settembre 1972  |
| 2771 Polzunov         | 26 settembre 1978 |
| 2850 Mozhaiskij       | 2 ottobre 1978    |
| 2890 Vilyujsk         | 26 settembre 1978 |
| 2979 Murmansk         | 2 ottobre 1978    |
| 3039 Yangel           | 26 settembre 1978 |
| 3067 Akhmatova        | 14 ottobre 1982   |
| 3074 Popov            | 24 dicembre 1979  |
| 3095 Omarkhayyam      | 8 settembre 1980  |
| 3108 Lyubov           | 18 agosto 1972    |
| 3157 Novikov          | 25 settembre 1973 |
| 3190 Aposhanskij      | 26 settembre 1978 |
| 3214 Makarenko        | 2 ottobre 1978    |
| 3231 Mila             | 4 settembre 1972  |
| 3260 Vizbor           | 20 settembre 1974 |
| 3376 Armandhammer     | 21 ottobre 1982   |
| 3410 Vereshchagin     | 26 settembre 1978 |
| 3442 Yashin           | 2 ottobre 1978    |
| 3511 Tsvetaeva        | 14 ottobre 1982   |
| 3547 Serov            | 2 ottobre 1978    |
| 3558 Shishkin         | 26 settembre 1978 |
| 3566 Levitan          | 24 dicembre 1979  |
| 3586 Vasnetsov        | 26 settembre 1978 |
| 3587 Descartes        | 8 settembre 1981  |
| 3600 Archimedes       | 26 settembre 1978 |
| 3616 Glazunov         | 3 maggio 1984     |
| 3622 Ilinsky          | 29 settembre 1981 |
| 3624 Mironov          | 14 ottobre 1982   |
| 3655 Eupraksia        | 26 settembre 1978 |
| 3657 Ermolova         | 26 settembre 1978 |
| 3662 Dezhnev          | 8 settembre 1980  |
| 3724 Annenskij        | 23 dicembre 1979  |
| 3771 Alexejtolstoj    | 20 settembre 1974 |
| 3803 Tuchkova         | 2 ottobre 1981    |
| 3863 Gilyarovskij     | 26 settembre 1978 |
| 3889 Menshikov        | 6 settembre 1972  |
| 3925 Tret'yakov       | 19 settembre 1977 |
| 3930 Vasilev          | 25 ottobre 1982   |
| 3940 Larion           | 27 marzo 1973     |
| 3964 Danilevskij      | 12 settembre 1974 |
| 3969 Rossi            | 9 ottobre 1978    |
| 3971 Voronikhin       | 23 dicembre 1979  |
| 4005 Dyagilev         | 8 ottobre 1972    |
| 4032 Chaplygin        | 22 ottobre 1985   |
| 4053 Cherkasov        | 2 ottobre 1981    |
| 4070 Rozov            | 8 settembre 1980  |
| 4086 Podalirius       | 9 novembre 1985   |
| 4118 Sveta            | 15 ottobre 1982   |
| 4144 Vladvasil'ev     | 28 settembre 1981 |
| 4145 Maximova         | 29 settembre 1981 |
| 4166 Pontryagin       | 26 settembre 1978 |
| 4167 Riemann          | 2 ottobre 1978    |
| 4214 Veralynn         | 22 ottobre 1987   |
| 4303 Savitskij        | 25 settembre 1973 |
| 4311 Zguridi          | 26 settembre 1978 |
| 4363 Sergej           | 2 ottobre 1978    |
| 4366 Venikagan        | 24 dicembre 1979  |
| 4430 Govorukhin       | 26 settembre 1978 |
| 4434 Nikulin          | 8 settembre 1981  |
| 4524 Barklajdetolli   | 8 settembre 1981  |
| 4729 Mikhailmil'      | 8 settembre 1980  |
| 4740 Veniamina        | 22 ottobre 1985   |
| 4778 Fuss             | 9 ottobre 1978    |
| 4787 Shul'zhenko      | 6 settembre 1986  |
| 4811 Semashko         | 25 settembre 1973 |
| 4870 Shcherban'       | 25 ottobre 1989   |
| 4936 Butakov          | 22 ottobre 1985   |
| 4992 Kálmán           | 25 ottobre 1982   |
| 5096 Luzin            | 5 settembre 1983  |
| 5101 Akhmerov         | 22 ottobre 1985   |
| 5301 Novobranets      | 20 settembre 1974 |
| 5304 Bazhenov         | 2 ottobre 1978    |
| 5412 Rou              | 25 settembre 1973 |
| 5419 Benua            | 29 settembre 1981 |
| 5421 Ulanova          | 14 ottobre 1982   |
| 5495 Rumyantsev       | 6 settembre 1972  |
| 5544 Kazakov          | 2 ottobre 1978    |
| 5545 Makarov          | 1º novembre 1978  |
| 5572 Bliskunov        | 26 settembre 1978 |
| 5681 Bakulev          | 15 settembre 1990 |
| 5781 Barkhatova       | 24 settembre 1990 |
| 5809 Kulibin          | 4 settembre 1987  |
| 5994 Yakubovich       | 29 settembre 1981 |
| 6082 Timiryazev       | 21 ottobre 1982   |
| 6162 Prokhorov        | 25 settembre 1973 |
| 6220 Stepanmakarov    | 26 settembre 1978 |
| 6631 Pyatnitskij      | 4 settembre 1983  |
| 6681 Prokopovich      | 6 settembre 1972  |
| 6682 Makarij          | 25 settembre 1973 |
| 6719 Gallaj           | 16 ottobre 1990   |
| 6754 Burdenko         | 28 ottobre 1976   |
| 6954 Potemkin         | 4 settembre 1987  |
| 6955 Ekaterina        | 25 settembre 1987 |
| 7161 Golitsyn         | 25 ottobre 1982   |
| 7223 Dolgorukij       | 14 ottobre 1982   |
| 7224 Vesnina          | 15 ottobre 1982   |
| 7268 Chigorin         | 3 ottobre 1972    |
| 7278 Shtokolov        | 22 ottobre 1985   |
| 7320 Potter           | 2 ottobre 1978    |
| 7381 Mamontov         | 8 settembre 1981  |
| 7382 Bozhenkova       | 8 settembre 1981  |
| 7413 Galibina         | 24 settembre 1990 |
| 7555 Venvolkov        | 28 settembre 1981 |
| 7736 Nizhnij Novgorod | 8 settembre 1981  |
| 7858 Bolotov          | 26 settembre 1978 |
| 7913 Parfenov         | 9 ottobre 1978    |
| 7950 Berezov          | 28 settembre 1992 |
| 7979 Pozharskij       | 26 settembre 1978 |
| 8088 Australia        | 23 settembre 1990 |
| 8134 Minin            | 26 settembre 1978 |
| 8145 Valujki          | 5 settembre 1983  |
| 8151 Andranada        | 12 agosto 1986    |
| 8181 Rossini          | 28 settembre 1992 |
| 8332 Ivantsvetaev     | 14 ottobre 1982   |
| 8471 Obrant           | 5 settembre 1983  |
| 8477 Andrejkiselev    | 6 settembre 1986  |
| 8498 Ufa              | 15 settembre 1990 |
| 8612 Burov            | 26 settembre 1978 |
| 8982 Oreshek          | 25 settembre 1973 |
| 9014 Svyatorichter    | 22 ottobre 1985   |
| 9017 Babadzhanyan     | 2 ottobre 1986    |
| 9034 Oleyuria         | 26 agosto 1990    |
| 9156 Malanin          | 15 ottobre 1982   |
| 9514 Deineka          | 27 settembre 1973 |
| 9533 Aleksejleonov    | 28 settembre 1981 |
| 9567 Surgut           | 22 ottobre 1987   |
| 9612 Belgorod         | 4 settembre 1992  |
| 9741 Solokhin         | 22 ottobre 1987   |
| 9838 Falz-Fein        | 4 settembre 1987  |
| 9848 Yugra            | 26 agosto 1990    |
| 9914 Obukhova         | 28 ottobre 1976   |
| 10014 Shaim           | 26 settembre 1978 |
| 10016 Yugan           | 26 settembre 1978 |
| 10261 Nikdollezhal'   | 22 agosto 1974    |
| 10266 Vladishukhov    | 26 settembre 1978 |
| 10313 Vanessa-Mae     | 26 agosto 1990    |
| 10504 Doga            | 22 ottobre 1987   |
| 10675 Kharlamov       | 1º novembre 1978  |
| 10684 Babkina         | 8 settembre 1980  |
| 10711 Pskov           | 15 ottobre 1982   |
| 10728 Vladimirfock    | 4 settembre 1987  |
| 10729 Tsvetkova       | 4 settembre 1987  |
| 11268 Spassky         | 22 ottobre 1985   |
| 11445 Fedotov         | 26 settembre 1978 |
| 11446 Betankur        | 9 ottobre 1978    |
| 11791 Sofiyavarzar    | 26 settembre 1978 |
| 11792 Sidorovsky      | 26 settembre 1978 |
| 11793 Chujkovia       | 2 ottobre 1978    |
| 11826 Yurijgromov     | 25 ottobre 1982   |
| 12191 Vorontsova      | 9 ottobre 1978    |
| 12199 Sohlman         | 8 ottobre 1980    |
| 12704 Tupolev         | 24 settembre 1990 |
| 12978 Ivashov         | 26 settembre 1978 |
| 12979 Evgalvasil'ev   | 26 settembre 1978 |
| 13010 Germantitov     | 29 agosto 1986    |
| 13046 Aliev           | 31 agosto 1990    |
| 13049 Butov           | 15 settembre 1990 |
| 13923 Peterhof        | 22 ottobre 1985   |
| 14318 Buzinov         | 26 settembre 1978 |
| 14349 Nikitamikhalkov | 22 ottobre 1985   |
| 14819 Nikolaylaverov  | 25 ottobre 1982   |
| 15203 Grishanin       | 26 settembre 1978 |
| 15220 Sumerkin        | 28 settembre 1981 |
| 15231 Ehdita          | 4 settembre 1987  |
| 15258 Alfilipenko     | 15 settembre 1990 |
| 16419 Kovalev         | 24 settembre 1987 |
| 18295 Borispetrov     | 2 ottobre 1978    |
| 18321 Bobrov          | 25 ottobre 1982   |
| 20965 Kutafin         | 26 settembre 1978 |
| 22253 Sivers          | 26 settembre 1978 |
| 22276 Belkin          | 21 ottobre 1982   |
| 23411 Bayanova        | 26 settembre 1978 |
| 23436 Alekfursenko    | 21 ottobre 1982   |
| 24602 Mozzhorin       | 3 ottobre 1972    |
| 24611 Svetochka       | 26 settembre 1978 |
| 24637 Ol'gusha        | 8 settembre 1981  |
| 24697 Rastrelli       | 24 settembre 1990 |
| 26795 Basilashvili    | 26 settembre 1978 |
| 27659 Dolsky          | 26 settembre 1978 |
| 27660 Waterwayuni     | 2 ottobre 1978    |
| 30724 Peterburgtrista | 26 settembre 1978 |
| 30725 Klimov          | 26 settembre 1978 |
| 30821 Chernetenko     | 15 settembre 1990 |
| 32766 Voskresenskoe   | 21 ottobre 1982   |
| 32768 Alexandripatov  | 5 settembre 1983  |
| 32807 Quarenghi       | 24 settembre 1990 |
| 42479 Tolik           | 28 settembre 1981 |
| 46539 Viktortikhonov  | 24 ottobre 1982   |
| 65637 Tsniimash       | 14 novembre 1979  |

Ljudmila Vasil'evna Žuravlёva (in russo Людмила Васильевна Журавлёва? in ucraino Людмила Василівна Журавльова?, Ljudmyla Vasylivna Žuravl'ova; 22 maggio 1946) è un'astronoma sovietica, dal 1991 ucraina e russa.
Ha scoperto numerosi asteroidi, incluso l'asteroide troiano 4086 Podalirius e l'asteroide 2374 Vladvysotskij. Lavora all'Osservatorio astrofisico della Crimea.
È anche presidente della sezione della Crimea della Fondazione Principe Clarissimus Aleksandr Danilovič Menšikov.
Le è stato dedicato l'asteroide 26087 Zhuravleva.